# Шакка, Джузеппе
Джузеппе Шакка (итал. Giuseppe Sciacca; род. 23 февраля 1953, Катания, Италия) — итальянский куриальный прелат. Прелат-аудитор Трибунала Священной Римской Роты с 25 марта 1999 по 3 сентября 2011. Титулярный епископ Викторианы с 3 сентября 2011 по 10 ноября 2012. Генеральный секретарь губернаторства государства-града Ватикана с 3 сентября 2011 по 24 августа 2013. Титулярный епископ Фонди с 10 ноября 2012. Генеральный аудитор Апостольской палаты с 13 февраля 2013 по 2020. Секретарь-адъюнкт Верховного Трибунала Апостольской Сигнатуры с 24 августа 2013 по 1 сентября 2016. Секретарь Верховного Трибунала Апостольской Сигнатуры с 1 сентября 2016 по 26 января 2022. Председатель Кадровой службы Святого Престола c 26 января 2022 по 31 января 2025.